# Mussie
Mussie est une créature lacustre présumée vivante dans le lac Muskrat au Canada.